# 시사기획 창
《시사기획 창》은 KBS 1TV에서 매주 화요일 오후 10시에 방송 중인 시사 다큐멘터리 프로그램이다.

## 기획 의도
기자들의 풍부한 취재 경험을 바탕으로 하는 시사 다큐멘터리

## 방송 시간
| 방송 채널 | 방송 기간                           | 방송 시간                            |
| --------- | ----------------------------------- | ------------------------------------ |
| KBS 1TV   | 2006년 11월 20일 ~ 2007년 4월 23일  | 매주 월요일 밤 11시 40분 ~ 12시 30분 |
| KBS 1TV   | 2007년 4월 30일 ~ 2007년 12월 17일  | 매주 월요일 밤 11시 30분 ~ 12시 15분 |
| KBS 1TV   | 2008년 1월 7일 ~ 2008년 3월 24일    | 매주 월요일 밤 11시 30분 ~ 12시 15분 |
| KBS 1TV   | 2008년 4월 1일 ~ 2008년 7월 29일    | 매주 화요일 밤 10시 ~ 10시 45분      |
| KBS 1TV   | 2008년 8월 19일 ~ 2008년 11월 11일  | 매주 화요일 밤 10시 ~ 10시 45분      |
| KBS 1TV   | 2008년 11월 18일 ~ 2008년 12월 23일 | 매주 화요일 밤 10시 ~ 10시 50분      |
| KBS 1TV   | 2009년 1월 13일 ~ 2009년 12월 29일  | 매주 화요일 밤 10시 ~ 10시 50분      |
| KBS 1TV   | 2010년 1월 19일 ~ 2010년 12월 28일  | 매주 화요일 밤 10시 ~ 10시 50분      |
| KBS 1TV   | 2011년 1월 4일 ~ 2011년 5월 24일    | 매주 화요일 밤 10시 ~ 10시 45분      |
| KBS 1TV   | 2011년 5월 31일 ~ 2011년 12월 27일  | 매주 화요일 밤 10시 ~ 10시 50분      |
| KBS 1TV   | 2012년 1월 3일 ~ 2014년 10월 14일   | 매주 화요일 밤 10시 ~ 10시 50분      |
| KBS 1TV   | 2022년 2월 15일 ~ 현재              | 매주 화요일 밤 10시 ~ 10시 50분      |
| KBS 1TV   | 2014년 11월 11일 ~ 2017년 8월 29일  | 매주 화요일 밤 10시 ~10시 55분       |
| KBS 1TV   | 2018년 4월 17일 ~ 2019년 9월 10일   | 매주 화요일 밤 10시 ~10시 55분       |
| KBS 1TV   | 2017년 9월 5일 ~ 2018년 3월 6일     | 매주 화요일 밤 9시 40분 ~ 10시 35분  |
| KBS 1TV   | 2018년 3월 27일 ~ 2018년 4월 3일    | 매주 화요일 밤 9시 50분 ~ 10시 45분  |
| KBS 1TV   | 2019년 9월 21일 ~ 2021년 1월 23일   | 매주 토요일 밤 8시 5분 ~ 밤 9시      |
| KBS 1TV   | 2021년 1월 31일 ~ 2021년 12월 5일   | 매주 일요일 밤 9시 40분 ~ 10시 35분  |
| KBS 1TV   | 2021년 12월 12일 ~ 2022년 2월 6일   | 매주 일요일 밤 10시 30분 ~ 11시 25분 |

## 타이틀 변천사
| 기수 | 프로그램 타이틀 | 방송 기간                           |
| ---- | --------------- | ----------------------------------- |
| 1기  | 시사기획 쌈     | 2006년 11월 20일 ~ 2009년 12월 29일 |
| 2기  | 시사기획 KBS 10 | 2010년 1월 19일 ~ 2011년 12월 27일  |
| 3기  | 시사기획 창     | 2012년 1월 3일 ~ 현재               |

## 지역 방송국 프로그램
- DMB TV에서는 편성하지 않는다.

| 방송 채널    | 방송 권역      | 프로그램        |
| ------------ | -------------- | --------------- |
| KBS 전주 1TV | 전북특별자치도 | 생방송 심층토론 |